# Landari
Landari est duc des Lombards du duché de Frioul vers 678-684.

## Biographie
Paul Diacre dans son Histoire des Lombards, mentionne simplement Landari dans la succession des ducs de Frioul en indiquant « Après Wechtari, c'est Landari qui fut duc, et après la mort de celui-ci vint Rodoald ».